# Nachhaltiges Bauen
Nachhaltiges Bauen bezeichnet einen Planungs- und Bauausführungsprozess und eine Nutzungsweise, die auf Nachhaltigkeit ausgerichtet sind; d. h. auf Bewahrung des Ökosystems und der Umwelt, auf den Nutzen für Mensch und Gesellschaft und auf Optimierung und Steigerung der ökonomischen Potenziale eines Gebäudes. Aufgrund der großen Bedeutung, die ökologische, ökonomische und sozio-kulturelle Faktoren im Bausektor besitzen, integriert nachhaltiges Bauen diese Faktoren in ein Gesamtkonzept für das Bauwerk. Dabei werden die Faktoren als einander gleichwertig und miteinander in Wechselwirkung stehend betrachtet.

## Die Entstehung des Begriffs und seine Bedeutung
Das nachhaltige Bauen bezeichnet eine ökonomische und ökologische Differenzierung des bisher in Deutschland unter der Bezeichnung des ökologischen Bauens verstandenen Begriffs. Der Nachhaltigkeitsgedanke entstand bereits im 18. Jahrhundert in der Forstwirtschaft und wurde durch den Bergbauhauptmann Hans Carl von Carlowitz geprägt. Er erkannte einen Zusammenhang zwischen der aus massiver Rodung resultierenden Holzknappheit und negativen ökologischen und gesellschaftlichen Verhältnissen. Als Resultat seiner Beobachtungen forderte er einen sorgsamen Umgang mit der Ressource Holz, worunter er das ausgeglichene Verhältnis zwischen Anbau und Rodung des Holzes verstand.
 Dieses Denken hatte Auswirkungen bis ins 20. und 21. Jahrhundert hinein. Die von den Vereinigten Nationen gegründete Brundlandt-Kommission formulierte 1987 das Leitbild einer nachhaltigen Entwicklung. Dieses Konzept sollte einen Wandlungsprozess initiieren, der auf negative Veränderungen in Natur und Klima und im Energie- und Ressourcenhaushalt mit der Forderung nach Generationengerechtigkeit reagiert. Damit wird eine Wirtschaftsweise propagiert, die neben ökonomischem Profit sowohl Umweltverträglichkeit als auch soziale Verantwortung einschließt und die Bedürfnisse jetziger mit denen kommender Generationen vereinbart.

## Definition
Ein nachhaltiges Gebäude zeichnet sich durch seine hohe ökologische, ökonomische und sozio-kulturelle Qualität aus. Diese drei Aspekte bilden die drei Hauptsäulen der Nachhaltigkeit. Die sie charakterisierenden Kriterien werden nicht isoliert, sondern in einem Gesamtzusammenhang betrachtet. Ausgangspunkt und wichtige Voraussetzung, um objektive Aussagen über die nachhaltige Qualität eines Gebäudes machen zu können, ist die Betrachtung der gesamten Lebensdauer eines Bauwerks. Die Lebensdauer eines Gebäudes umfasst die Phasen der Planung, der Errichtung, der Nutzung, des Betriebs und des Abrisses bzw. des Rückbaus. Diese unterschiedlichen Phasen eines Gebäudes stellen gemeinsam seinen Lebenszyklus dar. Der Lebenszyklus bildet so den zeitlichen Rahmen zur Beurteilung der Nachhaltigkeit. Alle Phasen des Lebenszyklus müssen bei der Beurteilung der Nachhaltigkeit eines Gebäudes einbezogen werden.
Der Nachweis der nachhaltigen Qualität eines Gebäudes erfolgt meist mittels einer Gebäudezertifizierung. In Deutschland haben sich folgende Zertifizierungs- und Bewertungssysteme durchgesetzt:
- Deutsche Gesellschaft für Nachhaltiges Bauen (DGNB),
- Bewertungssystem Nachhaltiges Bauen für Bundesgebäude (BNB),
- Qualitätssiegel Nachhaltiger Wohnungsbau (NaWoh),
- Leadership in Energy and Environmental Design (LEED) und
- Building Research Establishment Environmental Assessment Method (BREEAM).

## Ökologische Qualität: Ziele, Kriterien und Maßnahmen
Ökologie gilt als eine der drei Hauptsäulen der Nachhaltigkeit. Sie beinhaltet die Aspekte Ressourcenschonung, Schutz der globalen und lokalen Umwelt und Reduzierung des Gesamtenergiebedarfs des Gebäudes. Die Berücksichtigung dieser Faktoren ist aufgrund des Klimawandels, steigender Energiepreise und schwindender Ressourcenvorräte von großer Bedeutung. Die folgenden ökologischen Kriterien bestimmen maßgeblich die nachhaltige Qualität eines Gebäudes.

### Flächeninanspruchnahme
Die Gewährleistung einer möglichst langen Lebensdauer eines Gebäudes als wichtiges Ziel des nachhaltigen Bauens schließt die Möglichkeit der Nachnutzung von Gebäuden ein. Die Gebäudenachnutzung hat zur Folge, dass die Flächeninanspruchnahme durch Neubauten verringert wird. Eine Reduzierung ist notwendig, da mit der zunehmenden Bebauung von Flächen der Verlust des natürlichen Lebensraums für die ansässige Flora und Fauna und damit das Artensterben einhergeht. Sie verursacht außerdem ein verstärktes Verkehrsaufkommen, das wiederum Lärm, Emissionen und einen hohen Energieverbrauch zur Folge hat. Ebenso greift die mit dem Ausbau einhergehende Versiegelung von Flächen erheblich in den natürlichen Wasserhaushalt ein, indem sie die Grundwasserneubildung stört und die Gefahr von Hochwasser steigert. Dagegen werden Boden und Naturräume durch eine flächenschonende Steuerung der Siedlungsentwicklung geschont. Eine effiziente Maßnahme zur Verringerung der Neuinanspruchnahme stellt beispielsweise das Flächenrecycling dar, bei dem Brachland, wie etwa ungenutzte Industrie- und Gewerbegebiete oder Militärstandorte, erneut genutzt werden.

### Bauweise

#### Dauerhaftigkeit
Ein nachhaltiges Gebäude ist auf Dauerhaftigkeit angelegt. Dem Anspruch nach Dauerhaftigkeit wird vor allem bei der Vorplanung Rechnung getragen und betrifft hauptsächlich die Baukonstruktion und die Baumaterialien.
Eine möglichst lange Nutzungsdauer kann dadurch gewährleistet werden, dass Mehrfachnutzung möglich ist und sich die Gebäude ohne allzu großen baulichen Aufwand an veränderte Nutzungsart(en) anpassen lässt. Gegenüber dem Neubau erweist sich die Umnutzung des Bestands häufig als ökologisch vorteilhafter, da durch sie schädliche Umweltwirkungen reduziert werden können. Denn in der Regel – dies kann im Rahmen einer Ökobilanz und der Lebenszykluskostenberechnung ermittelt werden – fallen bei der Nutzung bestehender Gebäude (Bestandsnutzung) deutlich geringere Energie- und Stoffströme im Bereich der eingesetzten Baumaterialien an als beim Neubau. In diesem Zusammenhang wird auch von einem bioökonomischen Bauen gesprochen. Besonders hohe Flexibilität bieten etwa eine modulare Bauweise und der Einsatz vorgefertigter Bauteile.

#### Gebäudeform und Gebäudeorientierung
Auch die Gebäudeform und die Gebäudeausrichtung sind wichtige Kriterien für die Nachhaltigkeit eines Gebäudes. Beide Faktoren tragen wesentlich zur Energieeffizienz des Gebäudes bei.
Eine kompakte Bauweise stellt eine wesentliche Voraussetzung für einen geringen Heizwärmebedarf dar. Je kompakter ein Gebäude ist, desto geringer ist der Energiebedarf, da in diesem Fall das Verhältnis von wärmeabgebenden Flächen, d. h. der Gebäudehülle, zum beheizten Gebäudevolumen relativ gering ist. Dies verhindert Wärmeverluste. Zu einer energieeffizienten Bauweise trägt auch eine hohe Bauteilmasse im Innenbereich bei, die als thermische Speichermasse dient, indem sie für eine ausreichende Wärmespeicherung im Winter und eine gute Kältespeicherung im Sommer sorgt. Bestimmende Faktoren für den Wärmebedarf eines Gebäudes sind ebenso seine Orientierung und die Ausrichtung der Fenster. In der Hauptausrichtung sind die größten Fensterflächen des Gebäudes im Süden angeordnet, um so die natürliche Sonnenenergie optimal passiv nutzen zu können. Zu hohe Wärmeeinträge durch Solarstrahlung werden durch entsprechende Verschattungssysteme verhindert (sommerlicher Wärmeschutz). Auch das Dach ist nach Süden hin ausgerichtet, wodurch die Möglichkeit der Nutzung einer Solaranlage optimal gewährleistet ist.

### Baustoffe
Nachhaltige Gebäude zeichnen sich durch eine ökologisch nachhaltige Optimierung in den Bereichen Ressourcen, Energie, Wasser und Abwasser aus. Sie bedeutet im Wesentlichen die Reduzierung des Einsatzes natürlicher Ressourcen.
Deshalb wird im nachhaltigen Bauen bereits in der Planungsphase auf den Einsatz von Gebäudekonstruktionen, Bauteilen und Bauprodukten geachtet, zu deren Herstellung ein geringer Energieaufwand – die Bewertung der Stoff- und Energieflüsse bei der Herstellung, dem Transport und der Bearbeitung von Baustoffen erfolgt über die Berechnung des Primärenergieinhalts der Baustoffe an nicht erneuerbaren Energien, ihrem Anteil an der globalen Erwärmung und an der Versauerung – nötig ist und die aus möglichst nachwachsenden Rohstoffen hergestellt sind. Die Rohstoffe wiederum sollen aus nachhaltiger Bewirtschaftung stammen. Zu ökologisch nachhaltigen Baustoffen gehören beispielsweise Holz- und Lehmbaustoffe. Viele Baustoffe aus nachwachsenden Rohstoffen eignen sich zur Wärmedämmung, wie z. B. Hanffaser, Flachsfaser oder Schafwolle. Ökologisch nachhaltiges Bauen ist weiterhin dadurch gekennzeichnet, dass die Transportwege der Baustoffe zu ihrem Einsatzort möglichst kurz sind, um so die dazu benötigte Energie gering und die Stoffkreisläufe eng zu halten. Im Falle des Rückbaus des Gebäudes können nachhaltige Bauprodukte und -konstruktionen weitgehend wiederverwendet oder wiederverwertet werden. Sie können somit gefahrlos in die natürlichen Stoffkreisläufe rückgeführt werden. Der Einsatz von Baustoffen und -konstruktionen mit diesen Stoffen, die schädliche Effekte auf die Umwelt und den Menschen haben, wird deshalb im nachhaltigen Bauen vermieden bzw. stark reduziert. Zu diesen gehören beispielsweise Halogene, die etwa in Kältemitteln eingesetzt werden, Schwermetalle wie Zink, Chrom, Kupfer, Blei und Cadmium, die z. B. in Kunststoffen oder Holzschutzmitteln vorkommen, oder flüchtige organische Verbindungen (VOC) oder Kohlenwasserstoffe, die für Teppiche, Bodenbeläge und Beschichtungen verwendet werden. Diese Stoffe zeigen ihre negative Wirkung auf der Baustelle oder während der Nutzung des Gebäudes, beispielsweise wenn die Materialien längerfristiger Witterung ausgesetzt sind. Demgegenüber sind die in einem nachhaltigen Gebäude eingesetzten Baustoffe und -konstruktionen emissionsarm, besitzen geringe negative Auswirkungen auf die globale als auch auf die lokale Umwelt und sind nicht gesundheitsschädlich.

### Dämmung und Wärmeschutz
Ein wichtiges Kriterium, das den Heizwärme- und damit auch den Energiebedarf eines Gebäudes beeinflusst, ist die Wärmedämmung. Die Optimierung des baulichen Wärmeschutzes trägt dazu bei, den Energiebedarf des Gebäudes zu reduzieren, womit die Einsparung fossiler Energieträger einhergeht. Dies wiederum bewirkt, dass natürliche Ressourcen geschont und CO2-Emissionen reduziert werden.
Wärmeschutz lässt sich im nachhaltigen Bauen vor allem über die thermische Gebäudehülle erzielen. Meist kommen dabei Wärmedämmverbundsysteme zum Einsatz. Bei diesen wird ein Wärmedämmstoff an der Außenwand des Gebäudes mittels Kleber befestigt. Optimale Wärmedämmung lässt sich durch den Einsatz von Dämmmaterialien mit niedriger Wärmeleitfähigkeit und mit einer hohen Gesamtdicke erzielen. Bei den Wärmedämmverbundsystemen verzeichnen expandiertes Polystyrol mit und ohne Graphit, Steinwolle und Kork die besten Werte in der Ökobilanz. Eine weitere Maßnahme zur Verhinderung von Wärmeableitung und damit von Energieverlusten mittels optimierter Wärmedämmung stellt die Wärmeschutzverglasung dar, die seit der Einführung der 3. Wärmeschutzverordnung in Deutschland im Jahr 1995 zum Standard gehört. Wärmeschutzgläser bestehen aus zwei bzw. drei Scheiben. Sie besitzen Wärmefunktionsbeschichtung(en) aus Metall. Die Scheibenzwischenräume sind mit einem Edelgas (meist Argon) befüllt. Bei der Errichtung eines nachhaltigen Gebäudes wird außerdem auf die Vermeidung von Wärmebrücken geachtet. Diese entstehen vor allem an den Übergängen von unterschiedlichen Bauteilen sowie an Stellen, an denen konstruktionsbedingt weniger Dämmstoff aufgebracht werden kann als am übrigen Gebäude.

### Energieträger
Der Betrieb eines nachhaltigen Gebäudes ist auf die Schonung natürlicher Ressourcen ausgerichtet. Dies gilt vor allem für die Energieversorgung. Denn mit 40 % des Gesamtenergiebedarfs der EU im Jahr 2009 weisen Gebäude einen sehr hohen Energieverbrauch auf. Neben einer effizienten Wärmedämmung wird im nachhaltigen Bauen zur Reduzierung des Energiebedarfs die Gebäudetechnik optimiert, z. B. mittels des Einsatzes erneuerbarer Energien wie Solarenergie, Geothermie und Biomasse (sowie selten Wind- und Wasserkraft). Dadurch wird der Verbrauch der fossilen, nicht erneuerbaren und zunehmend knapper werdenden Ressourcen Steinkohle, Braunkohle, Erdöl, Erdgas und Uran vermindert. Der Einsatz regenerativer Energien trägt so zur Verringerung des Primärenergiebedarfs und der Abhängigkeit von fossilen Brennstoffen bei (siehe dazu auch Anlagentechnik). Neben der Ressourcenschonung hat ökologische Nachhaltigkeit im Bausektor das Ziel, die durch Gebäude und ihre Baustoffe verursachten Schadstoffemissionen zu reduzieren. Ein wesentlicher Beitrag des nachhaltigen Bauens zur Reduzierung der negativen Belastungen für die Umwelt und das Klima besteht in der Verminderung der Treibhausgase durch den Einsatz regenerativer Energien. Die Hauptursache für die Vermehrung der Treibhausgase und damit für den Treibhauseffekt sind Verbrennungsprozesse von fossilen Energieträgern zur Energiegewinnung. Bei diesen Prozessen werden Kohlenstoffdioxid (CO2) und weitere Gase mit ähnlich schädigender Wirkung freigesetzt, was zu einer Erwärmung der Erdoberfläche und damit einhergehend zur Klimaerwärmung führt. Im Gegensatz dazu sind erneuerbare Energien fast vollständig CO2-neutral. Der Einsatz regenerativer Energien vermindert auch die Emissionen von Schwefel- und Stickstoffverbindungen, die zur Versauerung der Luft und des Bodens führen und Negativeffekte auf Gewässer, Lebewesen und Gebäuden haben.
Wärme- und Stromerzeugung erfolgt im nachhaltigen Bauen häufig mittels folgender erneuerbarer Energien:

#### Solarenergie
Thermische Solaranlagen werden in Form von Solarkollektoren vor allem zur Wassererwärmung eingesetzt. Da allerdings die für die Trinkwassererwärmung erforderliche Sonnenenergie nicht ganzjährig zur Verfügung steht, kann der Bedarf in der Regel nur durch die Kombination von Solarkollektoren und bestehenden Heizungsanlagen gedeckt werden. Neben der Trinkwarmwasserbereitung können Solaranlagen auch zur Heizunterstützung eingesetzt werden. Außerdem lässt sich Solarenergie zur Gebäudeklimatisierung gut mit einer Absorptionskältemaschine kombinieren. Zur Stromversorgung mittels Sonnenenergie werden zunehmend Photovoltaikanlagen eingesetzt. Sie wandeln die Strahlenenergie des Sonnenlichts direkt in Strom um. Mit der Photovoltaik-Technik kann das Gebäude Strom sowohl zur eigenen Versorgung als auch zur Einspeisung ins öffentliche Stromnetz produzieren. Durch den Einsatz von Batteriespeichern lässt sich selbst produzierter Strom auch nutzen, wenn gerade keine Sonne scheint.

#### Geothermie
Diese Alternative zu fossilen Energieträgern ist inzwischen recht verbreitet. Die Vorteile des Energieträgers Erdwärme bestehen darin, dass sie – anders als Solarenergie – jederzeit zur Verfügung steht und dass sie keinen Temperaturschwankungen unterliegt, die zu einem Leistungsabfall der Geothermieanlagen führen können. Geothermie nutzt die in der Erde gespeicherte Energie. Die gängigste Methode der geothermischen Nutzung ist die Umwandlung der oberflächennahen Erdwärme in Heizenergie mittels Wärmepumpe(n).

#### Biomasse
Der Begriff Biomasse umfasst die Menge der lebenden und toten Pflanzen und Tiere sowie deren Stoffwechselprodukte, Erzeugnisse und Rückstände auf organischer Basis, im Rahmen der Nutzung und Verwertung wird auch von biogener Rohstoff gesprochen. Die Umwandlung von Pflanzen in Energieträger erfolgt mittels unterschiedlicher thermochemischer Verfahren, so dass Biomasse als fester, flüssiger oder gasförmiger Energieträger zur Verfügung steht. Während fossile Umwandlungsprodukte wie Kohle, Erdöl oder Erdgas bei ihrer Verbrennung Kohlendioxid an die Atmosphäre abgeben, beeinflusst die Nutzung nachhaltiger Biomasse den Kohlenstoffkreislauf nicht, da Pflanzen lediglich das für ihr Wachstum benötigte CO2 aus der Luft wieder an diese abgeben können. Die Nutzung der Biomasse-Technologie trägt so zur Reduzierung der von Gebäuden verursachten CO2-Emissionen bei. Außerdem stärkt sie die heimische Land- und Forstwirtschaft. Allerdings weist sie auch ökologische und soziale Nachteile auf: So droht die verstärkte Produktion von Energiepflanzen den Nahrungsmittelanbau zu verdrängen und Wälder zu zerstören. Zudem wird durch die Verbrennung von Biomasse, wie etwa Altholz, das Treibhausgas N2O ausgestoßen.

### Anlagentechnik
Neben der Reduzierung des Energiebedarfs von Gebäuden durch Dämmung spielt die Anlagentechnik die größte Rolle bei der Reduzierung des Gesamtenergiebedarfs und damit von schädlichen Emissionen sowie bei der Schonung natürlicher Ressourcen.
Zur Reduzierung der schädlichen Wirkungen von Gebäuden auf die Umwelt ist eine effiziente Anlagentechnik unabdingbar.
Die für die Emissionen verantwortliche Anlagentechnik in Gebäuden wird unterteilt in:
- Anlagen zur Wärmeerzeugung und -verteilung,
- Anlagen zur Trinkwasserbereitstellung,
- Anlagen zur Lüftung und Klimatisierung,
- elektrische Anlagen,
- Anlagen zur Druckluftversorgung sowie
- nutzungsspezifische Anlagen.

Folgende Anlagenkonzepte sind dabei grundsätzlich geeignet, schädliche Emissionen zu reduzieren und die natürlichen Ressourcen zu schonen:

#### Nutzung und Speicherung von erneuerbaren Energien
Siehe Energieträger.

#### Nutzung von Kraft-Wärme-Kopplung
Kraft-Wärme-Kopplungsanlagen sind Anlagen, die gleichzeitig Strom und Wärme erzeugen. Dies wird u. a. durch Verbrennungsmotoren (Gas- oder Diesel-Aggregate) in Verbindung mit elektrischen Generatoren zur Stromerzeugung erreicht. Die Abwärme des Motors wird dabei z. B. für Heizzwecke und zur Trinkwarmwasserbereitung genutzt. Anlagen dieser Art werden auch als Blockheizkraftwerke (BHKW) bezeichnet.
Eine erweiterte Form der Kraft-Wärme-Kopplung ist die Kraft-Wärme-Kälte-Kopplung, bei der mittels Absorptionskältemaschinen aus der von einem BHKW erzeugten Wärme Kälte produziert wird, z. B. für die Gebäudeklimatisierung.
Kraft-Wärme-Kopplungsanlagen sind gegenüber einer Stromproduktion z. B. aus konventionellen Kraftwerken dadurch im Vorteil, dass die Abwärme bei der Stromproduktion in BHKWs zum großen Teil genutzt wird. Deshalb ist der Gesamtwirkungsgrad von Kraft-Wärme-Kopplungsanlagen höher als bei einer getrennten Erzeugung von Strom und Wärme auf Basis der gleichen Energieträger.

#### Nutzungsangepasste Bereitstellung von Energie, Luft und Wasser
Durch eine möglichst exakt an die Nutzung angepasste Bereitstellung von Energie, Luft und Wasser lässt sich der Gesamtenergie- und Wasserbedarf von Gebäuden deutlich senken. Dies wird z. B. erreicht durch eine genaue Einstellung der Zeitprogramme von Heizkesseln, Zirkulations- und sonstigen Pumpen und von Lüftungs- und Druckluftanlagen. Darüber hinaus können z. B. drehzahlregelbare Motoren in Pumpen, Lüftungsanlagen etc. dabei helfen, die Bereitstellung von Heizenergie, frischer Luft usw. möglichst genau an die Anforderungen der Nutzer anzupassen.

#### Wärme- und Kälterückgewinnung
Durch Kälte- und Wärmerückgewinnung wird die Gesamtenergieeffizienz von Anlagen gesteigert. Dies kann beispielsweise durch die Rückgewinnung von Abwärme aus Abgasen von Verbrennungsprozessen in Heizkesseln mittels Wärmetauscher oder durch Nutzung der anfallenden Kühlenergie aus Wärmepumpenanlagen für Gebäudeklimatisierung oder für Nutzkälte erfolgen. Auch die Abwärme von Kälteanlagen kann nutzbringend eingesetzt werden, z. B. bei der Trinkwarmwasserbereitung.

#### Regelmäßige Wartung und Inspektion der Anlagentechnik
Eine regelmäßige Wartung und Inspektion der Anlagentechnik führt dazu, dass Defekte und Fehlfunktionen frühzeitig erkannt und behoben werden können. Eine regelmäßige Reinigung und die Prüfung von Einstellungen bei der Wartung der Anlagentechnik ist Voraussetzung für einen dauerhaft effizienten Betrieb der Anlagentechnik.

#### Sorgfältige Inbetriebnahme und Einregulierung der Anlagentechnik
Auch eine sorgfältige Inbetriebnahme und Einregulierung trägt zu einem effizienten Betrieb der Anlagentechnik bei. Im einfachsten Fall bedeutet dies die exakte Inbetriebnahme eines Heizungskessels nach Herstellerangaben mit der korrekten Einstellung aller Regelparameter und Zeitprogramme und deren Anpassung an die Nutzung, an die örtlichen Rahmenbedingungen und an die angeschlossene Heizungstechnik (Fußbodenheizung oder Radiatoren, Trinkwarmwasserbereitung usw.). Auch die Kontrolle der Einregulierung nach einer Einlaufphase (z. B. nach Beginn der Heizperiode) ist Bestandteil einer sorgfältigen Inbetriebnahme und Einregulierung der Anlagentechnik.
Bei größeren Anlagen ist die Inbetriebnahme deutlich aufwändiger und bedingt ein sogenanntes Inbetriebnahmemanagement, z. B. nach VDI-Richtlinie 6039.

#### Einweisung und Schulung der Nutzer und des Bedienpersonals
Eine umfassende Einweisung und Schulung der Nutzer und des Bedienpersonals sorgt für eine energieeffiziente Bedienung der Anlagentechnik. Hier sind insbesondere die Abschaltung der Anlagentechnik bei Nichtnutzung und die fortwährende Anpassung von Zeitprogrammen an eine sich verändernde Nutzung zu nennen. Mit der Schulung des Bedienpersonals kann darüber hinaus eine Optimierung der Anlagentechnik im laufenden Betrieb erreicht werden und durch die Ausrichtung auf ein energieeffizientes Nutzerverhalten können weitere Einsparpotenziale nutzbar gemacht werden.

### Wassertechnik und Wassernutzung
Auch die Schonung der Ressource Wasser spielt im nachhaltigen Bauen eine große Rolle. Die Reduzierung des Trinkwasserverbrauchs erfolgt vor allem durch den Einsatz Wasser sparender Technik, wie etwa effizienter Installationen (Einhandmischer, Spülstopps u. a.). Auch die Reduzierung des Abwasseraufkommens ist ein effizientes Mittel, den Wasserbedarf zu reduzieren. So können etwa Grauwasser (gering verschmutztes Abwasser z. B. durch Duschen) oder Niederschlagswasser für die Toilettenspülung verwendet werden.

### Abfallaufkommen und umweltgerechte Entsorgung
Ein hoher Anteil am Gesamtabfallaufkommen entfällt auf Bau- und Abbruchabfälle. Um diesen Anteil zu minimieren und damit die Negativeffekte des Abfalls auf die Umwelt zu reduzieren, ist die Entwicklung von Konzepten für Mülltrennung, umweltgerechte Entsorgung und Recycling notwendig. Sie ist ein wichtiger Bestandteil der Planung eines nachhaltigen Gebäudes. Ein Abfallkonzept umfasst z. B. Erhebungen zum Abfallaufkommen für das Gebäude, Planung der Mülltrennung und Bereitstellung von Wertstoffsammelbehältern.
Da nachhaltiges Bauen die Optimierung der Faktoren anstrebt, die den Lebenszyklus beeinflussen, wird die Möglichkeit des Rückbaus besonders berücksichtigt. Er dient vor allem dem Schutz natürlicher Ressourcen und der Vermeidung eines hohen Abfallaufkommens. Eine hohe Rückbaufähigkeit ermöglicht die Rückführung der Teile des Gebäudes in den natürlichen Energie- und Stoffkreislauf. Die höchste Stufe dieses Recyclings ist die Wiederverwendung der Baustoffe. Auf diese folgt die Wiederverwertung von Baumaterialien für ein Neuprodukt des gleichen Materials, wie dies etwa bei Kupferrohren häufig der Fall ist, oder der Einsatz der aufgearbeiteten Materialien und Bauteile für ein nicht-gleichartiges Produkt. Wiederverwertete Bauteile und Baustoffe sind beispielsweise Tragkonstruktionen, Außenwände, Innenwände, Decken und Dachkonstruktionen. Nachhaltiges Bauen strebt den Einsatz von Baumaterialien an, die wiederwendet bzw. –verwertet werden können. Die letzten Stufen bilden die thermische Verwertung und die Deponierung der Baustoffe. Die Materialmenge dieser Stufen wird im nachhaltigen Bauen durch den Einsatz recyclefähiger Baustoffe minimiert.

## Ökonomische Qualität
Wirtschaftlichkeit bildet eine weitere Säule der Nachhaltigkeit. Die Optimierung des ökonomischen Aspekts im Sinne der Nachhaltigkeit bedeutet im Bereich des Bauens, dass alle Phasen des Lebenszyklus des Gebäudes bei seiner ökonomischen Bewertung berücksichtigt werden. Im Gegensatz zur konventionellen Planungs- und Bauweise erfassen Wirtschaftlichkeitsberechnungen im nachhaltigen Bauen nicht nur die Investitionskosten für den Bauprozess, d. h. seine Anschaffungs- und Baukosten. Vielmehr wird ein nachhaltiges Gebäude auf der Grundlage seines gesamten Lebenszyklus beurteilt.
Die Kosteneffizienz eines geplanten Bauprojekts wird anhand einer so genannten Lebenszykluskostenanalyse (Life cycle cost analysis, LCCA) bewertet. Diese Gesamtkostenberechnung umfasst folgende Faktoren:
- die Kosten für die Herstellung des Gebäudes, die auch die Grundstücks- und Planungskosten einschließt, d. h. die Investitionskosten,
- die Kosten der Baunutzung, die die Betriebskosten (d. h. den Medienverbrauch von Heizwärme, Warmwasser, Strom, Wasser, Abwasser) beinhaltet, und
- die gebäude- und bauteilspezifischen Kosten, etwa für Reinigung, Pflege und Instandhaltung. Darin inbegriffen sind auch die für den Rückbau notwendigen Aufwendungen, wie z. B. für Abriss, Abtransport, Wiederverwendung bzw. -verwertung und Entsorgung.

Auf der Basis der Lebenszykluskostenberechnungen lässt sich Wirtschaftlichkeit eines Gebäudes erkennen und beurteilen.
Die Basis der Kostenermittlung für die unterschiedlichen Lebenszyklusphasen bilden Regelwerke wie DIN 276 und DIN 18960, in denen die Aufwendungen für die einzelnen Phasen ermittelt und gegliedert sind. Vor allem die Nutzungskosten basieren auf Prognosedaten, da die Entwicklung der Kosten von unterschiedlichen Faktoren, wie etwa der Gebäudenutzungsart oder dem Nutzerverhalten, abhängig ist.
Meist übersteigen die Baufolgekosten, die in der Nutzungs- und Rückbauphase entstehen, die Kosten der Errichtung. Da eine verlängerte Nutzungsdauer der Gebäude angestrebt ist, wird die Senkung der Betriebs- und Nutzungskosten zur Minimierung der Lebenszykluskosten bedeutend.
Hier zeigen sich die Wechselwirkungen zwischen ökologischen und ökonomischen Faktoren: In einem nachhaltigen Gebäude können durch ökologisch ausgerichtete Maßnahmen, wie etwa einer verbesserten Wärmedämmung im Zusammenhang mit einer energetisch optimierten Anlagentechnik unter Nutzung erneuerbarer Energien, die Betriebskosten gesenkt werden. Dies verlangt einen erhöhten Planungsbedarf, der die Kosten für diese Phase erhöht. In dieser Phase ist andererseits die Möglichkeit, die Kosten für die Erstellung, die Nutzung und den Abbruch zu steuern, mittels einer integralen Planung am effektivsten gegeben.
Die Optimierung der Lebenszykluskosten ist in dieser Phase vor allem durch den Vergleich unterschiedlicher Gebäudeentwürfe in ihren Varianten möglich. Der Vergleich möglicher Alternativen im Hinblick auf ihre Wirtschaftlichkeit macht die Einsparpotentiale evident und dient so als Entscheidungsgrundlage für die kosteneffizienteste Planungsvariante. Dies kann sowohl das komplette Gebäude als auch Teilsysteme, wie etwa die technische Gebäudeanlage (strategische Bauteile), betreffen.
Wirtschaftlichkeitsberechnungen, die die Lebenszykluskosten umfassen, sind außerdem relevant für die Entscheidung entweder für einen Neubau oder für die Umnutzung eines bestehenden Gebäudes. Weiterhin helfen sie bei der Feststellung der wirtschaftlichsten Beschaffungsvariante (PPP, Leasing, Contracting, o. ä.).
Im Sinne der Nachhaltigkeit als Schutz der Ressource Kapital bildet eine möglichst konstante Wertstabilität ein wichtiges Kriterium für die ökonomische Qualität eines Gebäudes. Dessen Wertentwicklung ist sehr stark von äußeren Faktoren, wie Markt- und Standortentwicklung, abhängig. Diese Faktoren bergen das Risiko der Wertminderung, das bereits in der Planungsphase berücksichtigt werden muss. Um diesem Risiko entgegenzuwirken und somit die Wertstabilität auf lange Sicht zu gewährleisten, muss sich ein nachhaltiges Gebäude schnell und kosteneffektiv an veränderte Nutzungsanforderungen anpassen lassen können. Durch den Fokus auf die Verlängerung der Lebensdauer beim nachhaltigen Bauen erhält der Aspekt der Drittverwendungsfähigkeit eine besondere Bedeutung. Sie beeinflusst entscheidend die Entwicklung des Gebäudewertes, da durch die Möglichkeit der Umnutzung die dauerhafte Auslastung und somit Wertstabilität gewährleistet werden kann.
Einen Beitrag zur ökonomischen Optimierung leistet auch die Flächeneffizienz des Gebäudes. Flächeneffizienz ist dann gegeben, wenn die Gebäudefläche so effektiv aufgeteilt und genutzt wird, dass Bau- und Betriebskosten reduziert werden können.

## Sozio-kulturelle und funktionale Qualität
Die dritte Säule der Nachhaltigkeit von Gebäuden bilden sozio-kulturelle und funktionale Faktoren. Sie stellen die Grundlage für die Akzeptanz und Wertschätzung eines Gebäudes durch seine Nutzer und durch die Gesellschaft im Allgemeinen dar. Dabei werden soziale Werte wie Integration, Gesundheit, Lebensqualität, Sicherheit und Mobilität und ästhetisch-kulturelle Werte wie Gestaltung in das Baukonzept integriert.

### Komfort, Gesundheitsschutz und Nutzerfreundlichkeit
Damit Menschen ihre Wohn- und Arbeitsumgebung als angenehm empfinden, müssen optimale Nutzungsbedingungen gelten. Diese werden im nachhaltigen Bauen durch Maßnahmen geschaffen, die vor allem die Anforderungen an den Gesundheitsschutz, die Behaglichkeit und die Nutzerfreundlichkeit erfüllen.
Folgende Kriterien entscheiden über die sozio-kulturelle und funktionale Qualität eines Gebäudes:

#### Thermischer Komfort
Der thermische Komfort eines Gebäudes ist abhängig von einer optimal-behaglichen Raumtemperatur. Diese ist im Winter bei ca. 21 °C und im Sommer bei etwa 24 °C gegeben. Auch die Strahlungstemperatur der die Räume begrenzenden Flächen darf nicht zu stark von der Raumtemperatur abweichen (±4 °C). Die Raumluft sollte weder als zu feucht noch als zu trocken empfunden werden. Zugluft kann durch entsprechende bauliche oder technische  Maßnahmen vermieden werden.

#### Innenraumhygiene
Ein hoher Standard der Innenraumluftqualität lässt sich durch die optimale Auswahl der verwendeten Baustoffe erzielen. Diese Auswahl trägt zur Gesundheitsvorsorge der Nutzer bei und beeinflusst ihre Geruchswahrnehmung positiv. Bauprodukte wie Farben, Lacke, Holzschutzmittel, Holzwerkstoffe, Bodenbeläge und Klebstoffe, Wand- und Deckenverkleidungen, Abdichtungen, Putz, Mauersteine, Zement und Beton enthalten flüchtige organische Verbindungen (VOC, Volatile Organic Compounds) und Formaldehyd. Die Emissionen aus diesen Baumaterialien sind gesundheitsschädlich und beeinträchtigen den Nutzerkomfort, da sie aufgrund ihrer hohen Geruchsintensität als unangenehm empfunden werden. Der Einsatz dieser Stoffe wird im nachhaltigen Bauen möglichst vermieden bzw. stark reduziert.
Negative Geruchswahrnehmungen entstehen auch durch die Nutzer selbst, die Sauerstoff verbrauchen und dabei CO2 und biologische Ausdünstungen produzieren. Deshalb muss die Möglichkeit eines häufigen Luftwechsels („Lüften“) gegeben sein. Der Luftaustausch kann durch natürliche Belüftung, die die Thermik innerhalb des Gebäudes nutzt, oder auf mechanische Weise mittels energieeffizienten Lüftungsanlagen erfolgen.
Hier zeigt sich, dass die Ansprüche des nachhaltigen Bauens einander entgegenstehen können: Zwar dient eine hohe Lüftungsrate der Verbesserung der Luftqualität, ist aber andererseits mit Energieverlusten verbunden. Diese Widersprüchlichkeit lässt sich nicht immer auflösen. Vielmehr geht es im nachhaltigen Bauen darum, einen Ausgleich und die Ausgewogenheit zwischen den verschiedenen Anforderungen zu schaffen.

#### Akustischer Komfort
Auch die Akustik innerhalb eines Raumes wirkt auf das Wohlbefinden und die Leistungsfähigkeit des Nutzers ein. Akustischer Komfort ist dann gegeben, wenn der Nutzer möglichst wenigen äußeren und inneren Lärmquellen ausgesetzt ist, da akustische Emissionen die Konzentrationsfähigkeit beeinflussen und Stress verursachen können. Konzepte zum Schallschutz sind von der jeweiligen Raumnutzungsart abhängig. Gerade bei offenen Bürostrukturen, wie Mehrpersonenbüros, können die Sprachverständlichkeit, die Kommunikation und die Konzentrationsfähigkeit erheblich eingeschränkt sein. Dieser Umstand macht eine bestmögliche Schallabsorption notwendig. Dazu werden an Decken und Raumteilern Schallabsorptionsflächen angebracht. Glasschallschirme oder -stellwandabsorber können den Raum strukturieren, ohne dabei den Sichtkontakt der Mitarbeiter untereinander einzuschränken. Bei der Nutzung als Besprechungsraum ist hingegen eine Kombination aus schallreflektierenden und schallabsorbierenden Maßnahmen notwendig, da diese Nutzungsart eine verstärkte Schallübertragung erfordert.

#### Visueller Komfort
Auch die visuellen Eigenschaften von Wohn- und Arbeitsräumen spielen bei der Beurteilung der Behaglichkeit durch den Nutzer eine wichtige Rolle. Die Beleuchtungssituation in einem Gebäude setzt sich sowohl aus natürlichem Tageslicht als auch aus Kunstlicht zusammen. Wesentlich für das Wohlbefinden und die Leistungsfähigkeit der Nutzer ist das Vorhandensein von ausreichend Tageslicht. Dieses lässt sich mittels des Tageslichtquotienten ermitteln und ist für verschiedene Raumnutzungsarten quantifizierbar. Auch eine gute Sichtverbindung nach außen ist wichtig. Diese Kriterien können z. B. durch ausreichend große Fenster mit optimaler Ausrichtung erfüllt werden.
Die natürlichen Lichtquellen sollten dabei mit einer Schutzvorrichtung vor Blendung und Überhitzung ausgestattet sein und für eine ausreichende Verschattung sorgen. Diese Verschattungssysteme dürfen jedoch nicht bzw. nur gering die Durchsicht nach außen verhindern.
Auch das Belichtungssystem für viel benutzte Flächen, wie Arbeitsflächen, wird im nachhaltigen Bauen in das visuelle Konzept integriert. Hier empfiehlt sich eine Kombination aus direkter und indirekter Beleuchtung. Diese gleicht die nachteiligen Effekte beider Beleuchtungsarten aus. So wird die Reflexblendung oder die Schattenbildung, die bei der Direktbeleuchtung entstehen können, durch indirekte Beleuchtung reduziert. Bei dieser wird der Lichtstrom an die Decke oder die Wände des Raumes abgelenkt, von wo aus er auf die benötigten Flächen reflektiert wird. Es entsteht diffuses Licht, das die räumliche Wahrnehmung einschränken kann. Dieser nachteilige Effekt kann wiederum durch direkte Beleuchtung ausgeglichen werden, die die Kontraste schärft.

#### Einflussmöglichkeit des Nutzers
Die oben genannten sozio-kulturellen Kriterien bestimmen die Zufriedenheit des Nutzers. Da die Bedürfnisse des Nutzers jedoch individuell sind, muss er auf die Regulierung von Lüftung, Sonnen- und Blendschutz, Temperatur während und außerhalb der Heizperiode und auf Kunstlicht selbst Einfluss nehmen können, um so seinen individuellen Komfort zu gewährleisten. Dies schafft eine hohe Akzeptanz der genutzten Räumlichkeiten. Die Installationen zur Regulierung der Anlagen müssen außerdem einfach zu bedienen sein.

#### Sicherheitsaspekte
Sozio-kulturelle Kriterien, die das Gefühl der Behaglichkeit beim Nutzer steigern, betreffen auch die Sicherheit. Ein subjektives Sicherheitsempfinden wird etwa durch technische Alarmierungseinrichtungen wie Brand- und Einbruchsmeldeanlagen, durch eine ausreichende Ausleuchtung der Außenanlagen und durch eine übersichtliche Wegeführung erzeugt. Auch das Vorhandensein eines Sicherheitsdienstes, beispielsweise außerhalb der regulären Arbeitszeiten, verstärkt das Sicherheitsempfinden. Diese Maßnahmen dienen der Vermeidung von Gefahren, Übergriffen, Katastrophen und Unfällen. Ein optimales Sicherheitskonzept beinhaltet ebenso die Planung von Fluchtwegen und Evakuierungsmöglichkeiten für den Fall von Unfällen und Katastrophen, Maßnahmen zur Reduzierung von Brandgas und Rauch.

### Zugänglichkeit, Gestaltung und Kunst

#### Barrierefreiheit
Im Sinne der Integration behinderter Menschen in den Berufs- und Lebensalltag ist ein nachhaltiges Gebäude so konzipiert, dass behinderten Menschen die Nutzung des Gebäudes ohne fremde Hilfe möglich ist. Dies bedeutet etwa den Bau barrierefreier Eingangsbereiche und schwellenloser Raumübergänge. Zu diesem Qualitätskriterium zählt auch die Einrichtung behindertengerechter Arbeitsplätze, Parkplätze und ausreichender Bewegungsflächen, wie etwa ausreichend breite Flure sowie ausreichende Verfügbarkeit von Behindertentoiletten.

#### Zugänglichkeit
Die allgemeine gesellschaftliche Akzeptanz von Gebäuden innerhalb eines Stadtquartiers und der Stadt wird durch das Kriterium der Zugänglichkeit gesteigert. Diesem Konzept entspricht, dass ein Gebäude kein hermetisch abgeschlossenes Bauwerk darstellt, sondern dass Teile des Gebäudes möglichst vielen Nutzern offenstehen, wie etwa die Außenanlagen oder gebäudeinterne Bereiche wie Kantinen oder Bibliotheken. Nachhaltige Gebäudeplanung im Sinne sozio-kultureller Nachhaltigkeit gewährleistet auch die öffentliche Nutzung von Cafés, Restaurants oder Ateliers. Nachhaltiges Bauen strebt eine Mischnutzung dieses öffentlichen Raumes an, der sich leicht an eine veränderte Umnutzung anpassen lässt.

#### Mobilität
Zur Steigerung der ökologischen und energieeffizienten Mobilität wird bei einem nachhaltigen Gebäude eine gute Erreichbarkeit des Gebäudes mit öffentlichen Verkehrsmitteln (ÖPNV) und mit dem Fahrrad erzielt. Die Fahrradinfrastruktur ist so konzipiert, dass eine ausreichende Anzahl an Fahrradabstellplätzen vorhanden ist. Diese werden optimal angeordnet, indem sie sich etwa in Nähe des Eingangsbereichs befinden. Außerdem stehen Dusch- und Umkleidemöglichkeiten für die Fahrradnutzer zur Verfügung. So werden die Attraktivität des Gebäudes gesteigert und gleichzeitig ökologische Anforderungen erfüllt.

#### Gestalterische und städtebauliche Faktoren
Im nachhaltigen Bauen spielt auch der ästhetische Aspekt eines Gebäudes eine große Rolle. Dies bedeutet die Integration des Gebäudes in städtebauliche und architektonische Konzepte.
Die gestalterische und städtebauliche Qualität wird durch die Durchführung von Planungswettbewerben gewährleistet. Die Vorteile von Planungswettbewerben liegen zum einen in der Expertise der Jury, die die hohe architektonische Qualität des Bauprojekts sicherstellt. Außerdem wird durch sie gewährleistet, dass der Auftraggeber des Bauprojekts in einem transparenten Wettbewerbsverfahren einen gut geeigneten Auftragnehmer finden kann.
Neben dem klassischen Projektwettbewerb, gibt es noch Ideenwettbewerbe, Testplanungen, Studienaufträge und partizipative Verfahren.   Gemeinsames Ziel dieser Verfahren ist das Aufzeigen einer Varianz möglicher Lösungsansätze.
Ebenfalls qualitätssteigernd wirkt der öffentliche Diskurs über Bauprojekte. Einerseits werden in Fachzeitschriften Projekte besprochen und so um Konsens gerungen was gestalterische Qualität ausmacht, andererseits sind Vereine wie BDA (Deutschland) oder BSA (Schweiz) ein Qualitätsindikator für gute Architekten. Auch ein guter Indikator für gute Architektur sind Auszeichnungen (z. B.: goldener Hase, gute Bauten).

#### Kunst am Bau
Auch die Kunst am Bau besitzt eine wichtige Rolle zur Steigerung der baulichen Qualität eines Gebäudes. Kunstwerken kommt die Aufgabe zu, einen direkten Bezug zwischen Ort und Bauobjekt zu schaffen und so die Akzeptanz und Identifikation der Nutzer mit dem Gebäude zu stärken. Ebenso gelten sie als Schnittstelle zwischen Gebäude und Öffentlichkeit. Dementsprechend werden Aspekte, wie ihre Funktion gegenüber der Öffentlichkeit, z. B. in Veranstaltungen oder Führungen kommuniziert.